# Andrew Dickson White

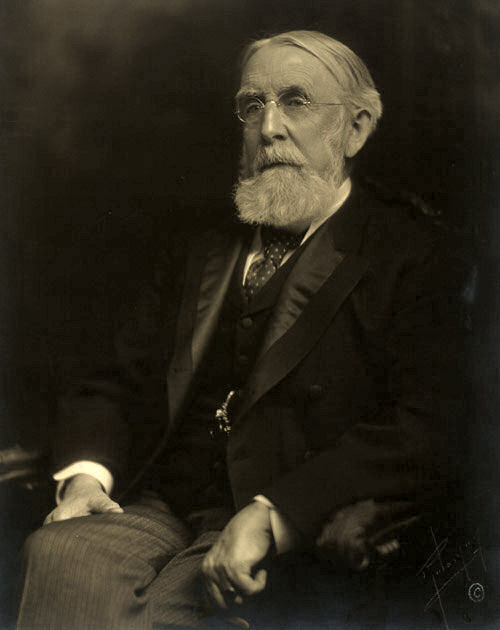
Andrew Dickson White. 1910.

Andrew Dickson White (Homer, New York, 7 november 1832 – Ithaca, New York, 4 november 1918) was een Amerikaans diplomaat.
White was van 1879 tot 1881 Amerikaans gezant in Duitsland en van 1892 tot 1894 in Rusland. Van 1897 tot 1902 was hij ambassadeur in Duitsland. Ook was hij was een kenner en liefhebber van de Duitse cultuur en Amerikaans eerste afgevaardigde op de Vredesconferentie van Den Haag van 1899. White speelde een cruciale rol in de totstandkoming van het Vredespaleis.
Hij was in 1865 medestichter van de seculiere Cornell universiteit, samen met Ezra Cornell. Om een universiteit los van religieuze denominaties op te richten, had hij veel weerstand moeten overwinnen. In 1896 publiceerde hij A History of the Warfare of Science with Theology in Christendom, waarin hij de bemoeienissen van religie met wetenschap aanklaagde en stelde dat de emancipatie van de wetenschap voordelig was voor beide domeinen.
- Bibsys: 90242606
- Biblioteca Nacional de España: XX1461644
- Bibliothèque nationale de France: cb12526113s (data)
- Catàleg d'autoritats de noms i títols de Catalunya: 981058521250106706
- CiNii: DA01914522
- Gemeinsame Normdatei: 118807110
- International Standard Name Identifier: 0000 0000 8342 3922
- Library of Congress Control Number: n80032033
- Nationale Bibliotheek van Letland: 000185133
- Bibliotheek van het Japanse parlement: 00527287
- Nationale Bibliotheek van Tsjechië: xx0167523
- Nationale bibliotheek van Australië: 35603827
- Nationale Bibliotheek van Israël: 987007270944505171
- Nederlandse Thesaurus van Auteursnamen: 146259327
- Réseau des bibliothèques de Suisse occidentale: 02-A003971313
- Istituto Centrale per il Catalogo Unico: SBLV303619
- SNAC: w60v8bvt
- Système universitaire de documentation: 034512004
- Trove: 1011434
- Virtual International Authority File: 25398907
- WorldCat: E39PBJmp8jy3mW7QV8G4TjtVG3